# Dia internacional per posar fi a la impunitat dels crims contra periodistes
El Dia Internacional per posar fi a la impunitat dels crims contra periodistes és un dia internacional reconegut per l'ONU que se celebra anualment el 2 de novembre.
La jornada vol conscienciar sobre el nivell d'impunitat dels crims contra periodistes, que continua sent extremadament alt en l'àmbit mundial. Entre el 2006 i el 2020, més de 1.200 periodistes van ser assassinats a tot el món, i prop de 9 de cada 10 d'aquests assassinats queden sense resoldre judicialment, segons l'observatori de periodistes assassinats de la UNESCO. Com que els periodistes tenen un paper crític a l'hora d'informar els fets a tots els ciutadans, la impunitat dels atacs contra ells té un impacte especialment perjudicial, limitant la conscienciació pública i el debat constructiu.
El 2 de novembre, s'anima a organitzacions i persones de tot el món a parlar sobre els casos no resolts als seus països i escriure als funcionaris governamentals i intragovernamentals per exigir accions i justícia. La UNESCO organitza una campanya de conscienciació sobre les conclusions de l'Informe bianual del Director General de la UNESCO sobre la seguretat dels periodistes i el perill de la impunitat, que cataloga les respostes dels estats a la sol·licitud formal de la UNESCO d'actualitzacions sobre el progrés en casos d'assassinats de periodistes i treballadors dels mitjans. La UNESCO i grups de la societat civil d'arreu del món també utilitzen el 2 de novembre com a data de llançament d'altres informes, esdeveniments i altres iniciatives de defensa relacionades amb el problema de la impunitat dels crims contra la llibertat d'expressió.

## Història
Intercanvi Internacional per la Llibertat d'Expressió (IFEX), una xarxa global d'organitzacions de la societat civil que defensen i promouen el dret a la llibertat d'expressió, va declarar el 23 de novembre com el Dia Internacional per acabar amb la impunitat l'any 2011. L'aniversari va ser escollit per commemorar la massacre d'Ampatuan del 2009 (també coneguda com a massacre de Maguindanao), que va ser l'atac més mortífer contra periodistes de la història recent, en què van ser assassinats 57 persones, entre elles 32 periodistes i treballadors dels mitjans.
El desembre de 2013, després d'una important pressió per part dels membres d'IFEX i altres defensors de la llibertat d'expressió de la societat civil, la setantena reunió plenària de l'Assemblea General de l'ONU va aprovar la resolució 68/163, que reconeixia el 2 de novembre com el Dia Internacional per posar fi a la impunitat dels delictes contra periodistes (IDEI). La data de la jornada de l'ONU marca la mort de Ghislaine Dupont i Claude Verlon, dos periodistes francesos assassinats mentre informaven a Mali a principis d'aquest any.
L'IFEX coordina ara la Campanya No Impunity, que defensa durant tot l'any totes les persones atacades violentament per la seva llibertat d'expressió.
Des del 2013, les commemoracions globals de l'IDEI continuen servint com una oportunitat única per sensibilitzar i promoure un diàleg constructiu entre tots els actors implicats en la lluita contra la impunitat dels crims contra periodistes i professionals dels mitjans.